# ويليام هنري ساذرلاند
ويليام هنري ساذرلاند هو سياسي كندي، ولد في 19 نوفمبر 1876، وتوفي في 3 سبتمبر 1945.